# Mangala Dosha
Mangala Dosha (IAST: Mangala-doṣa), también conocido como Mangal Dosh por la supresión de la schwa, es una superstición hindú que prevalece en la India. Se dice que una persona nacida bajo la influencia de Marte (Mangala), según la astrología hindú, tiene «mangala dosha» («defecto de Marte»); dicha persona se llama Mangalik (o Manglik). Según la superstición, el matrimonio entre un Manglik y un no-Manglik es desastroso.
Las personas que creen en esta superstición piensan que una persona Mangalik provocará la muerte prematura de su cónyuge no Mangalik. Para evitar este desastre, la persona puede casarse con un árbol (como el plátano o el peepal), un animal o un objeto inanimado. Esta costumbre de matrimonio simulado tiene diferentes nombres según el «cónyuge» utilizado en la ceremonia; por ejemplo, si la persona se casa con una vasija de barro (kumbha), la ceremonia se llama «kumbh-vivah» («boda con una vasija»). Se cree que todos los efectos malignos resultantes del Mangala Dosha recaen sobre el «cónyuge» simulado: la persona se libera así de las consecuencias de ser un Mangalik, y se espera que su posterior matrimonio con un humano sea feliz.